# Mésange de Gould
Sittiparus castaneoventris
Espèce
Statut de conservation UICN

LC : Préoccupation mineure
La Mésange de Gould (Sittiparus castaneoventris) est une espèce d'oiseau de la famille des paridés. Elle est endémique de l'île de Taïwan.